# فقوس (افرطيسة)
فقوس هي إحدى مشيخات المملكة المغربية، تتبع جغرافيا لإقليم بولمان وإداريًا لافرطيسة. يقدر عدد سكانها بـ 2259 نسمة حسب الإحصاء الرسمي للسكان والسكنى لسنة 2004.